# Monoicomyces
Monoicomyces Thaxt. – rodzaj grzybów z rzędu owadorostowców (Laboulbeniales). Grzyby mikroskopijne, pasożyty stawonogów, głównie owadów (grzyby entomopatogeniczne).

## Systematyka
Pozycja w klasyfikacji według Index Fungorum: Monoicomyces, Laboulbeniaceae, Laboulbeniales, Laboulbeniomycetidae, Laboulbeniomycetes, Pezizomycotina, Ascomycota, Fungi.
Takson ten w 1900 r. utworzył Roland Thaxter. 
Index Fungorum w 2020 r. wymienia 57 gatunków tego rodzaju. W Polsce ich występowanie jest jeszcze słabo zbadane. Tomasz Majewski, jedyny polski mykolog zajmujący się nimi na szerszą skalę, do 2003 r. stwierdził występowanie w Polsce 12 gatunków.
- Monoicomyces athetae Thaxt. 1931
- Monoicomyces balazyi T. Majewski 1994
- Monoicomyces bolitocharae T. Majewski 1994
- Monoicomyces fragilis Scheloske 1969
- Monoicomyces homalotae Thaxt. 1900
- Monoicomyces infuscatus Speg. 1912
- Monoicomyces labiatus T. Majewski 1986
- Monoicomyces matthiatis T. Majewski 1990[4]
- Monoicomyces nigrescens Thaxt. 1902
- Monoicomyces oxyteli Huldén 1983
- Monoicomyces sanctae-helenae Thaxt. 1900
- Monoicomyces similis Thaxt. 1905